# 拉脫維亞廣播電台
拉脫維亞廣播電台是拉脫維亞的國家廣播電台。它於1925年11月1日開始廣播，總部位於拉脫維亞首都里加。拉脫維亞廣播電台通過FM 頻段和互聯網廣播六個不同頻道：拉脫維亞廣播 1、拉脫維亞廣播 2、拉脫維亞廣播 3 Klasika、拉脫維亞廣播 4 Doma laukums、拉脫維亞廣播 5 Pieci.lv和拉脫維亞廣播 6 – Radio NABA。